# Składziste
Składziste (j. łemkowski Складисте) – wieś w Polsce położona w województwie małopolskim, w powiecie nowosądeckim, w gminie Łabowa.
W latach 1975–1998 miejscowość administracyjnie należała do województwa nowosądeckiego.

## Demografia
Ludność według spisów powszechnych, w 2009 według PESEL.
| Rok    | 1900 | 1921 | 1931 | 2002 |
| Liczba | 44   | 43   | 46   | 28   |

| Zwierzęta | Konie | Bydło | Owce | Świnie |
| Liczba    | 12    | 187   | 120  | 36     |

## Zabytki
Obiekt wpisany do rejestru zabytków nieruchomych województwa małopolskiego.
- Chałupa nr 15 i kapliczka.